# Gestor de paz
Gestor de paz es la persona que trabaja desde su ámbito profesional en pro de la divulgación, el desarrollo e implementación de la paz en la sociedad y el mundo.
Los gestores de paz centran sus conocimientos en labores variadas implementando para ello disciplinas como la sociología, psicología, politología, y arte entre otras ciencias con el objetivo de mejorar la calidad de vida y disminuir la violencia de sus entornos.
En Colombia por ejemplo, los gestores de paz están relacionados estrechamente con el concepto de guerra o conflicto armado y van de la mano con actividades de la denominada cultura ciudadana, de esta forma se socializan y desarrollan actividades que benefician a la comunidad en temas de paz.

## Funciones
- Sensibilizar a la sociedad a través de proyectos artísticos y educativos sobre la importancia de la tolerancia y la convivencia[8] pacífica para un mejor mundo.[9][10]

- Fortalecer en la sociedad los derechos humanos y valores a través de expresiones políticas, artísticas, o sociales.[11]

- Servir de representantes o mediadores en solución pacífica de conflictos, especialmente aquellos donde hay o ha habido confrontación armada.[12][13][14]

## Representantes
En el mundo han existido numerosos líderes o gestores de paz que han luchado por fortalecer la paz.
- Pintores: artistas plásticos han levando su voz en contra de la guerra. Pablo Picasso, Otto Dix, Paolo Uccello, Antoine-Jean Gros, Henri Rousseau, Jacques Callot.[15]

- Celebridades: Angelina Jolie, Anne Hathaway, Leonardo Dicaprio, Emma Watson, Katy Perry, Victoria Beckham,  George Clooney, entre otros.[16][17][18]